# Callia tristis
Callia tristis är en skalbaggsart som beskrevs av Maria Helena M. Galileo och Martins 2002. Callia tristis ingår i släktet Callia och familjen långhorningar. Inga underarter finns listade.